# علم هیئت
علم هیئت یا علم فلک، نجوم سنتی است که بیشتر به مطالعه حرکات و جایگاه اجرام فلکی می‌پردازد. علم هیئت در حکمت قدیم از شاخه حکمت نظری و ریاضیات است. ریاضیات در حکمت نظری مشتمل حساب، هندسه، هیئت و موسیقی می‌باشد. حکمت نظری شامل بر حکمت الهی، ریاضیات و طبیعیات می‌باشد. این علم در حکمت شامل ستاره‌شناسی استدلالی و برهانی می‌باشد.
این علم از نظر ابن خلدون اینگونه تعریف شده است:
«علم هیئت، علمی است که از حرکات کواکب ثابته (و به چشم دیدنی) و کواکب متحرکه و متحیره (قمر، عطارد، زهره، مریخ، مشتری، زحل) بحث می‏‌کند و از روی این حرکات، و به طرق هندسی، بر اشکال و اوضاع افلاک استدلال می‏‌کنند و از فروع آن علم ازیاج یا دانش زیج‌هاست»
علم هیئت دانشی قدیمی است که با نجوم کروی بیشترین اشتراک موضوعی دارد. تفاوت علم هیئت با نجوم کروی غالباً در اهداف علمی، اصطلاحات و شیوه‌های استدلال می‌باشد و در نتایج و موضوعات تا حدود زیادی همسان هستند.

## کتاب‌ها
علم یاد شده گرچه مدتی است رونق خود را در حوزه‌های علوم دینی از دست داده، ولی در سابق همیشه یکی از علوم رایج و رسمی حوزه‌ها بوده است و کتاب‌هایی به عنوان کتب درسی، در سه سطح بدایات و متوسطات و نهایات، در این فن تدریس می‌شدند که اهم آنها عبارتند از:
1. تشریح الافلاک شیخ بهایی
2. فارسی هیئت قوشچی
3. شرح چغمینی قاضی زاده رومی
4. اصول اقلیدس
5. اکرمانالاووس
6. اکر ثا و ذوسیوس
7. شرح علامه خفری بر تذکره
8. زیج بهادری
9. مجسطی

10. گیهان شناخت از قطّان مروزی
در زمان معاصر کتاب دروس هیئت و دیگر رشته‌های ریاضی از حسن حسن‌زاده آملی مشهور می‌باشد.

## مباحث علم هیئت
مباحث اجمالی علم هیئت:
- دوایر عظیمه

1. دایره عظیمه معدل‌النهار
2. دایره عظیمه منطقةالبروج
3. دایره عظیمه ماره به اقطاب اربعه
4. دایره عظیمه میل
5. دایره عظیمه عرض
6. دایره عظیمه افق
7. دایره عظیمه ارتفاع
8. دایره نصف‌النهار
9. دایره اول السموت
10. دایره وسط سماء

- دوایر صغیره
- حرکت و اقسام آن
- منطقةالبروج و بروج
- نقاط اعتدالین
- طول و عرض بلاد
- قبةالارض
- تحصیل سمت قبله
- تشریح افلاک